# اوه یاکوبسن
اوه یاکوبسن (آلمانی: Uwe Jacobsen؛ زادهٔ ۲۲ سپتامبر ۱۹۴۰) شناگر اهل آلمان است.